# Hydrillodes cauloneura
Hydrillodes cauloneura är en fjärilsart som beskrevs av Louis Beethoven Prout. Hydrillodes cauloneura ingår i släktet Hydrillodes och familjen nattflyn. Inga underarter finns listade i Catalogue of Life.